# Xattariyya
La xatarriyya fou un orde sufí introduït a l'Índia per Xah Abd-Al·lah, mort en 1485, un descendent del xeic Xihab-ad-Din Suhrawardí.
Va tenir importància al segle xvi, però després fou eclipsada per les sílsiles o tradicions naqxbandiyya i qadiriyya.